# ياكوب بارتكوفسكي
ياكوب بارتكوفسكي هو لاعب كرة قدم بولندي يلعب في مركز الدفاع مع نادي لاسك لينتس.

## وصلات خارجية
- ياكوب بارتكوفسكي على موقع الاتحاد الأوربي (الإنجليزية)
- ياكوب بارتكوفسكي على موقع قاعدة بيانات كرة القدم.إي يو (الإنجليزية)
- ياكوب بارتكوفسكي على موقع Soccerway.com (الإنجليزية)
- ياكوب بارتكوفسكي على موقع عالم كرة القدم.نت (الإنجليزية)